# TT Assen 1987
De TT van Assen 1987 was de zevende Grand Prix van wereldkampioenschap wegrace voor motorfietsen in het seizoen 1987. 

## Algemeen
De TT van Assen werd verreden in het kader van de "Speedweek Assen", die al begon op 23 juni met wedstrijden om het Europees kampioenschap wegrace. De WK-races werden verreden op 25 juni (Formule I) en op 27 juni (80-, 125-, 250- en 500 cc en de zijspanklasse). De WK-races begonnen op zaterdag op een droge baan, maar de 500cc-klasse werd ontsierd door het wisselvallige weer, waardoor er drie keer gestart werd en het programma ongeveer twee uur uitliep. Daardoor begon de zijspanrace pas om 18.15 uur.

## 500cc-klasse

### De training
In de training was WK-leider Wayne Gardner bijna 2 seconden sneller dan de concurrentie, die verrassend genoeg aangevoerd werd door Kevin Magee, die een uit onderdelen opgebouwde Yamaha YZR 500 had gekregen en pas zijn tweede Grand Prix reed. Beide nieuwe Cagiva's kwalificeerden zich bij de eerste tien. 

#### Trainingstijden
| Pos | Coureur            | Merk                        | Tijd    |
| --- | ------------------ | --------------------------- | ------- |
| 1.  | Wayne Gardner      | Rothmans-HRC-Honda          | 2"12'33 |
| 2.  | Kevin Magee        | Yamaha                      | 2"14'01 |
| 3.  | Eddie Lawson       | Agostini-Marlboro-Yamaha    | 2"14'07 |
| 4.  | Ron Haslam         | ELF-HRC-Honda               | 2"14'27 |
| 5.  | Rob McElnea        | Agostini-Marlboro-Yamaha    | 2"14'31 |
| 6.  | Christian Sarron   | Gauloises-Sonauto-Yamaha    | 2"14'60 |
| 7.  | Randy Mamola       | Roberts-Lucky Strike-Yamaha | 2"14'64 |
| 8.  | Raymond Roche      | Bastos-Cagiva               | 2"14'74 |
| 9.  | Tadahiko Taira     | Agostini-Marlboro-Yamaha    | 2"14'74 |
| 10. | Didier de Radiguès | Bastos-Cagiva               | 2"15'16 |

### De race
De 500cc-race verliep zeer rommelig door het wisselvallige weer. Er werd op slicks gestart, maar al in de eerste ronde begon het te motregenen en na anderhalve ronde werd de race afgevlagd. Toen waren Randy Mamola, Raymond Roche en Koos van Leyen al gevallen, maar Mamola en Roche stonden op tijd klaar voor de herstart. Het was inmiddels weer droog geworden zodat opnieuw op slicks werd gestart. Er vormde zich een kopgroep met Eddie Lawson, Ron Haslam en Wayne Gardner, die wegliep van Rob McElnea, Tadahiko Taira, Kevin Magee en Christian Sarron. Het begon echter weer te regenen en toen de wedstrijdleiding de race niet afvlagde besloten de drie leiders dat zelf te doen. In de zesde ronde reden ze demonstratief de pit in. Er werd besloten nog een keer te starten voor een race van vijftien ronden. De tijden van de eerste vijf ronden zouden bij deze "manche" worden opgeteld. De tijden van de eerste manche bepaalden ook de nieuwe startopstelling. De bandenkeus was nu eenvoudig, want het regende nog steeds en dus werd er gestart op regenbanden. In de regen was Mamola absoluut de snelste. Binnen enkele ronden maakte hij zijn eerder opgelopen achterstand goed, Lawson reed op de tweede plaats en Gardner was derde. Mamola verloor echter tijd door een remfout, waardoor Lawson weer aansloot. Daarmee was de beslissing gevallen, want Lawson zou totaalwinnaar worden, ondanks het feit dat Mamola de finish als eerste bereikte en ook Gardner was in totaal sneller dan Mamola. Erkende regenrijders presteerden ook goed: Didier de Radiguès werd zesde, Roger Burnett zevende en Kenny Irons achtste. 

#### Uitslag 500cc-klasse
| Pos | Coureur             | Merk                        | Tijd      | Grid | Punten |
| --- | ------------------- | --------------------------- | --------- | ---- | ------ |
| 1   | Eddie Lawson        | Agostini-Marlboro-Yamaha    | 50"12'91  | 3    | 15     |
| 2   | Wayne Gardner       | Rothmans-HRC-Honda          | 50"19'58  | 1    | 12     |
| 3   | Randy Mamola        | Roberts-Lucky Strike-Yamaha | 50"25'90  | 7    | 10     |
| 4   | Rob McElnea         | Agostini-Marlboro-Yamaha    | 50"29'34  | 5    | 8      |
| 5   | Ron Haslam          | ELF-HRC-Honda               | 50"51'22  | 4    | 6      |
| 6   | Didier de Radiguès  | Bastos-Cagiva               | 50"56'25  | 10   | 5      |
| 7   | Roger Burnett       | Rothmans-HRC-Honda          | 50"58'14  | 13   | 4      |
| 8   | Kenny Irons         | Heron-Suzuki                | 51"16'00  | 17   | 3      |
| 9   | Pierfrancesco Chili | Gallina-HB-HRC-Honda        | 51"54'33  | 12   | 2      |
| 10  | Kevin Magee         | Yamaha                      | 52"13'02  | 2    | 1      |
| 11  | Ray Swann           | Honda                       | 52"36'17  | 27   |        |
| 12  | Simon Buckmaster    | Duckhams-Honda              | 53"07'93  | 31   |        |
| 13  | Marco Gentile       | Lucky Strike-Fior-Honda     | 53"16'52  | 20   |        |
| 14  | Shungi Yatsushiro   | Rothmans-HRC-Honda          | 53"32'28  | 15   |        |
| 15  | Fabio Barchitta     | Honda                       | 53"34'79  | 36   |        |
| 16  | Gerold Fisher       | Honda                       | 53"37'12  | 37   |        |
| 17  | Steve Manley        | Suzuki                      | 54"28'75  | 29   |        |
| 18  | Tadahiko Taira      | Agostini-Marlboro-Yamaha    | +1 ronde  | 9    |        |
| 19  | Silvo Habat         | Honda                       | +1 ronde  | 33   |        |
| 20  | Hervé Guilleux      | Fior-SNCF-Honda             | +2 ronden | 23   |        |
| 21  | Bruno Kneubühler    | Honda                       | +2 ronden | 30   |        |
| 22  | Daniel Amatriaín    | Honda                       | +2 ronden | 32   |        |

#### Niet gefinished
| Coureur             | Merk                        | Oorzaak    | Grid |
| ------------------- | --------------------------- | ---------- | ---- |
| Manfred Fischer     | Honda                       |            | 19   |
| Alan Jeffrey        | Suzuki                      |            | 21   |
| Niall Mackenzie     | Gallina-HB-HRC-Honda        | Opgave     | 11   |
| Henk van der Mark   | Honda                       | Val        | 26   |
| Wolfgang von Muralt | Suzuki                      | Val        | 16   |
| Mark Phillips       | Suzuki                      |            | 24   |
| Rob Punt            | Suzuki                      | Opgave     | 34   |
| Christian Sarron    | Gauloises-Sonauto-Yamaha    | Opgave     | 6    |
| Richard Scott       | Roberts-Lucky Strike-Yamaha | Val        | 14   |
| Karl Truchsess      | Honda                       | Val        | 25   |
| Alessandro Valesi   | Iberna-Honda                |            | 22   |
| Raymond Roche       | Bastos-Cagiva               | Val        | 8    |
| Koos van Leyen      | Suzuki                      | Krom frame | 28   |

#### Niet gestart
| Coureur        | Merk  | Grid |
| -------------- | ----- | ---- |
| Marco Papa     | Honda | 18   |
| Fabio Biliotti | Honda | 25   |

#### Niet gekwalificeerd
| Coureur               | Merk               |
| --------------------- | ------------------ |
| Gustav Reiner         | Hein Gericke-Honda |
| Larry Moreno Vacondio | Suzuki             |
| Maarten Duyzers       | HDJ-Honda          |
| Andreas Leuthe        | Honda              |
| Hennie Boerman        | Honda              |
| Josef Doppler         | Honda              |

#### Niet deelgenomen
| Coureur         | Merk                        | Oorzaak               |
| --------------- | --------------------------- | --------------------- |
| Kevin Schwantz  | Suzuki                      | Verplichtingen elders |
| Freddie Spencer | HRC-Honda                   | Blessure              |
| Mike Baldwin    | Roberts-Lucky Strike-Yamaha | Blessure              |

### Top tien tussenstand 500cc-klasse
| Pos | Coureur             | Merk                        | Ptn |
| --- | ------------------- | --------------------------- | --- |
| 1   | Wayne Gardner       | Rothmans-HRC-Honda          | 85  |
| 2   | Randy Mamola        | Roberts-Lucky Strike-Yamaha | 66  |
| 3   | Eddie Lawson        | Agostini-Marlboro-Yamaha    | 64  |
| 4   | Ron Haslam          | ELF-HRC-Honda               | 54  |
| 5   | Tadahiko Taira      | Agostini-Marlboro-Yamaha    | 28  |
| 5   | Rob McElnea         | Agostini-Marlboro-Yamaha    | 28  |
| 7   | Pierfrancesco Chili | Gallina-HB-HRC-Honda        | 25  |
| 8   | Niall Mackenzie     | Gallina-HB-HRC-Honda        | 23  |
| 9   | Christian Sarron    | Gauloises-Sonauto-Yamaha    | 15  |
| 9   | Roger Burnett       | Rothmans-HRC-Honda          | 15  |

## 250cc-klasse

### De training
Na de overwinning in de GP van Joegoslavië leek Carlos Lavado zijn goede vorm voort te zetten in de TT van Assen, want hij zette de snelste trainingstijd. Bovendien raakte hij een belangrijke concurrent kwijt toen Loris Reggiani de gevallen Rudi Gächter niet kon ontwijken en daarbij twee middenvoetsbeentjes brak. Opvallend was de zesde startplaats van Stéphane Mertens met de Armstrong-Honda.

#### Trainingstijden
| Pos | Coureur          | Merk                           | Tijd    |
| --- | ---------------- | ------------------------------ | ------- |
| 1.  | Carlos Lavado    | HB-Venemotos-Yamaha            | 2"18'65 |
| 2.  | Toni Mang        | Rothmans-HRC-Honda Deutschland | 2"19'08 |
| 3.  | Jacques Cornu    | Parisienne-HRC-Honda           | 2"19'09 |
| 4.  | Sito Pons        | Campsa-HRC-Honda               | 2"19'23 |
| 5.  | Reinhold Roth    | HB-Römer-HRC-Honda             | 2"19'48 |
| 6.  | Stéphane Mertens | Katayama-Armstrong-HRC-Honda   | 2"19'60 |
| 7.  | Carlos Cardús    | Nieto-Ducados-HRC-Honda        | 2"19'71 |
| 8.  | Martin Wimmer    | Agostini-Marlboro-Yamaha       | 2"19'91 |
| 9.  | Juan Garriga     | Ducados-Yamaha                 | 2"19'97 |
| 10. | Luca Cadalora    | Agostini-Marlboro-Yamaha       | 2"20'24 |

### De race
Snelste trainer Carlos Lavado had een redelijke start, maar was later weg dan Jacques Cornu, Reinhold Roth, Sito Pons en Carlos Cardús. Toni Mang had een ronduit slechte start, maar hij kwam gestaag naar voren, in tegenstelling tot Lavado, die even doorstootte naar de vijfde plaats maar daarna posities begon in te leveren. Reinhold Roth nam al snel de leiding over, maar hij stond onder druk van Sito Pons. Lavado werd eerst ingerekend door de oprukkende Toni Mang, die doorstootte naar de kopgroep en daar achtereenvolgens Cornu, Cardús, Pons en Roth inhaalde. Lavado werd opgeslokt door een achtervolgende groep van zes man, maar verloor ook daarmee de aansluiting toen hij het gras in reed, gehinderd door de vallende Stéphane Mertens. Mertens kon weer starten en werd uiteindelijk dertiende.

#### Uitslag 250cc-klasse
| Pos | Coureur                   | Merk                           | Tijd     | Grid | Punten |
| --- | ------------------------- | ------------------------------ | -------- | ---- | ------ |
| 1   | Toni Mang                 | Rothmans-HRC-Honda Deutschland | 41"47'20 | 2    | 15     |
| 2   | Reinhold Roth             | HB-Römer-HRC-Honda             | 41"53'65 | 5    | 12     |
| 3   | Sito Pons                 | Campsa-HRC-Honda               | 42"00'34 | 4    | 10     |
| 4   | Carlos Cardús             | Nieto-Ducados-HRC-Honda        | 42"14'34 | 7    | 8      |
| 5   | Martin Wimmer             | Agostini-Marlboro-Yamaha       | 42"21'24 | 8    | 6      |
| 6   | Ivàn Palazzese            | Yamaha                         | 42"21'56 | 18   | 5      |
| 7   | Jacques Cornu             | Parisienne-HRC-Honda           | 42"21'89 | 3    | 4      |
| 8   | Juan Garriga              | Ducados-Yamaha                 | 42"22'16 | 9    | 3      |
| 9   | Patrick Igoa              | Gauloises-Sonauto-Yamaha       | 42"26'59 | 11   | 2      |
| 10  | Carlos Lavado             | HB-Venemotos-Yamaha            | 42"33'19 | 1    | 1      |
| 11  | Manfred Herweh            | Levior-Honda                   | 42"37'17 | 12   |        |
| 12  | Guy Bertin                | Honda                          | 42"40'07 | 16   |        |
| 13  | Stéphane Mertens          | Katayama-Armstrong-HRC-Honda   | 42"45'25 | 6    |        |
| 14  | Donnie McLeod             | EMC-Rotax                      | 42"45'47 | 15   |        |
| 15  | Luca Cadalora             | Agostini-Marlboro-Yamaha       | 42"46'19 | 10   |        |
| 16  | Hans Lindner              | Honda                          | 42"51'36 | 23   |        |
| 17  | Javier Cardelús           | JJ Cobas                       | 42"53'92 | 14   |        |
| 18  | Jochen Schmid             | Yamaha                         | 42"54'13 | 17   |        |
| 19  | Harald Eckl               | Honda                          | 42"54'49 | 27   |        |
| 20  | Alberto Puig              | JJ Cobas                       | 42"54'74 | 26   |        |
| 21  | Jean-Michel Mattioli      | Yamaha                         | 42"55'27 | 19   |        |
| 22  | Cees Doorakkers           | Grundig-Honda                  | 42"56'06 | 24   |        |
| 23  | Urz Luzi                  | Honda                          | 42"56'31 | 29   |        |
| 24  | Patrick van den Goorbergh | Grundig-Honda                  | 42"59'91 | 25   |        |
| 25  | Jean Foray                | Chevallier                     | 43"12'25 | 22   |        |
| 26  | Jean-Philippe Ruggia      | Gauloises-Sonauto-Yamaha       | 43"19'47 | 21   |        |
| 27  | Gary Cowan                | Honda                          | 43"32'47 | 31   |        |
| 28  | René Delaby               | Yamaha                         | 43"36'43 | 33   |        |
| 29  | Massimo Matteoni          | Honda                          | 43"36'70 | 28   |        |
| 30  | Andreas Preining          | Rotax                          | 44"11'50 | 36   |        |

#### Niet gefinished
| Coureur          | Merk               | Oorzaak | Grid |
| ---------------- | ------------------ | ------- | ---- |
| Dominique Sarron | Rothmans-HRC-Honda | Val     | 13   |
| Stefano Caracchi | Honda              |         | 20   |
| Nedy Crotta      | Rotax              |         | 34   |
| Siegfried Minich | Honda              |         | 35   |
| Kevin Mitchell   | Yamaha             |         | 32   |

#### Niet gekwalificeerd
| Coureur                | Merk          |
| ---------------------- | ------------- |
| Loris Reggiani         | Aprilia-Rotax |
| Maurizio Vitali        | FMI-Garelli   |
| Nigel Bosworth         | Yamaha        |
| Gerard van der Wal     | Rotax         |
| Josef Hutter           | Honda         |
| André Stamsnijder      | Honda         |
| Jean-François Baldé    | Defi-Rotax    |
| Mar Schouten           | Honda         |
| Jean-Louis Guignabodet | Honda         |
| Rüdi Gächter           | Yamaha        |
| Albert Jacqmin         | Honda         |

#### Niet deelgenomen
| Coureur  | Merk   | Oorzaak |
| -------- | ------ | ------- |
| Rob Orme | Yamaha |         |

### Top tien tussenstand 250cc-klasse
| Pos | Coureur          | Merk                           | Ptn |
| --- | ---------------- | ------------------------------ | --- |
| 1   | Reinhold Roth    | HB-Römer-HRC-Honda             | 67  |
| 1   | Toni Mang        | Rothmans-HRC-Honda Deutschland | 67  |
| 3   | Sito Pons        | Campsa-HRC-Honda               | 45  |
| 4   | Jacques Cornu    | Parisienne-HRC-Honda           | 42  |
| 5   | Martin Wimmer    | Agostini-Marlboro-Yamaha       | 34  |
| 6   | Carlos Lavado    | HB-Venemotos-Yamaha            | 30  |
| 7   | Dominique Sarron | Rothmans-HRC-Honda             | 27  |
| 8   | Carlos Cardús    | Nieto-Ducados-HRC-Honda        | 26  |
| 9   | Loris Reggiani   | Aprilia-Rotax                  | 24  |
| 10  | Juan Garriga     | Ducados-Yamaha                 | 23  |

## 125cc-klasse

### De training
Al in de trainingen waren de Garelli-rijders Bruno Casanova en Fausto Gresini bijna een seconde sneller dan MBA-rijder Paolo Casoli. August Auinger deed het goed met de vierde startpositie, gegeven het feit dat hij zich nogal ziek voelde. Hij hoopte voor de race op zaterdag op een pilletje van dr. Costa. 

#### Trainingstijden
| Pos | Coureur            | Merk                   | Tijd    |
| --- | ------------------ | ---------------------- | ------- |
| 1.  | Bruno Casanova     | FMI-Garelli            | 2"25'34 |
| 2.  | Fausto Gresini     | FMI-Garelli            | 2"25'82 |
| 3.  | Paolo Casoli       | Pileri-AGV-LCR-MBA     | 2"26'67 |
| 4.  | August Auinger     | Bartol-MBA             | 2"26'94 |
| 5.  | Domenico Brigaglia | Pileri-AGV-LCR-MBA     | 2"27'26 |
| 6.  | Mike Leitner       | MBA                    | 2"27'80 |
| 7.  | Pier Paolo Bianchi | MBA                    | 2"28'15 |
| 8.  | Lucio Pietroniro   | Johnson-MBA            | 2"29'19 |
| 9.  | Thierry Feuz       | LCR-MBA                | 2"29'56 |
| 10. | Andrés Sánchez     | Pileri-Ducados-LCR-MBA | 2"29'79 |

### De race
De 125cc-race in Assen leek uitermate saai, want Fausto Gresini en Bruno Casanova reden meteen weg van Paolo Casoli en August Auinger. Ze wisselden enkele malen van positie, wat leek op het "spelletje" dat Ángel Nieto weleens met zijn teamgenoten speelde om de wedstrijd spannend te laten lijken. Stalorders zouden immers bepalen wie er zou moeten winnen, in dit geval Gresini, die al vier wedstrijden gewonnen had. Toch bleek het achteraf niet zo te zijn, want Casanova verklaarde na de race dat hij wel degelijk had geprobeerd te winnen. Die bewering werd gestaafd door het feit dat Gresini tegen het einde van de race tot twee keer toe het ronderecord verbeterde om Casanova voor te blijven. De beide Garelli's finishten ruim een halve minuut voor Casoli, die net als Auinger (vierde) een eenzame race gereden had. 

#### Uitslag 125cc-klasse
| Pos | Coureur            | Merk                   | Tijd     | Grid | Punten |
| --- | ------------------ | ---------------------- | -------- | ---- | ------ |
| 1   | Fausto Gresini     | FMI-Garelli            | 39"00'97 | 2    | 15     |
| 2   | Bruno Casanova     | FMI-Garelli            | 39"01'26 | 1    | 12     |
| 3   | Paolo Casoli       | Pileri-AGV-LCR-MBA     | 39"34'67 | 3    | 10     |
| 4   | August Auinger     | Bartol-MBA             | 39"42'86 | 4    | 8      |
| 5   | Pier Paolo Bianchi | MBA                    | 39"57'15 | 7    | 6      |
| 6   | Mike Leitner       | MBA                    | 40"02'56 | 6    | 5      |
| 7   | Corrado Catalano   | MBA                    | 40"12'67 | 14   | 4      |
| 8   | Andrés Sánchez     | Pileri-Ducados-LCR-MBA | 40"17'01 | 10   | 3      |
| 9   | Jean-Claude Selini | MBA                    | 40"19'25 | 12   | 2      |
| 10  | Thierry Feuz       | LCR-MBA                | 40"20'32 | 9    | 1      |
| 11  | Johnny Wickström   | MBA                    | 40"26'79 | 11   |        |
| 12  | Adi Stadler        | MBA                    | 40"27'09 | 16   |        |
| 13  | Olivier Liégeois   | Assmex-MBA             | 40"34'05 | 19   |        |
| 14  | Ezio Gianola       | Honda                  | 40"46'65 | 21   |        |
| 15  | Norbert Peschke    | Seel                   | 40"47'34 | 26   |        |
| 16  | Håkan Olsson       | Starol                 | 40"47'59 | 29   |        |
| 17  | Claudio Macciotta  | MBA                    | 41"01'47 | 20   |        |
| 18  | Peter Sommer       | MBA                    | 41"10'92 | 18   |        |
| 19  | Manuel Hernández   | Benetti                | 41"19'98 | 17   |        |
| 20  | Esa Kytölä         | MBA                    | 41"20'40 | 22   |        |
| 21  | Robin Appleyard    | MBA                    | 41"44'39 | 36   |        |
| 22  | Fernando Gonzales  | JJ Cobas               | +1 ronde | 31   |        |
| 23  | Peter Balaz        | MBA                    | +1 ronde | 34   |        |

#### Niet gefinished
| Coureur              | Merk               | Oorzaak | Grid |
| -------------------- | ------------------ | ------- | ---- |
| Domenico Brigaglia   | Pileri-AGV-LCR-MBA | Val     | 5    |
| Gastone Grassetti    | MBA                |         | 24   |
| Jussi Hautaniemi     | Pennzoil-LCR-MBA   | Val     | 13   |
| Christian Le Badezet | MBA                |         | 28   |
| Paul Bordes          | MBA                |         | 30   |
| Jan Eggens           | LCR-EGA            | Opgave  | 35   |
| Heinz Litz           | MBA                |         | 33   |
| Willy Pérez          | MBA                | Val     | 15   |
| Robin Milton         | MBA                | Val     | 32   |
| Anton Straver        | MBA                | Val     | 27   |
| Ivan Troisi          | MBA                |         | 23   |
| Alfred Waibel        | Special            |         | 25   |

#### Niet gestart
| Coureur          | Merk        | Oorzaak | Grid |
| ---------------- | ----------- | ------- | ---- |
| Lucio Pietroniro | Johnson-MBA | Motor   | 8    |

#### Niet gekwalificeerd
| Coureur                | Merk      |
| ---------------------- | --------- |
| Thomas Møller-Pedersen | MBA       |
| Hubert Abold           | Honda     |
| Dirk Hafeneger         | MBA       |
| Hans Spaan             | MBA       |
| Allan Scott            | EMC-Rotax |
| Karl Dauer             | MBA       |
| Wilco Zeelenberg       | Casal     |
| Helmut Hovenga         | MBA       |
| Boy van Erp            | MBA       |
| Alain Kempener         | MBA       |
| Michael McCarrity      | MBA       |

#### Niet deelgenomen
| Coureur  | Merk | Oorzaak  |
| -------- | ---- | -------- |
| Ton Spek | MBA  | Blessure |

### Top tien tussenstand 125cc-klasse
| Pos | Coureur            | Merk                   | Ptn |
| --- | ------------------ | ---------------------- | --- |
| 1   | Fausto Gresini     | FMI-Garelli            | 75  |
| 2   | Bruno Casanova     | FMI-Garelli            | 54  |
| 3   | August Auinger     | Bartol-MBA             | 42  |
| 4   | Domenico Brigaglia | Pileri-AGV-LCR-MBA     | 32  |
| 5   | Paolo Casoli       | Pileri-AGV-LCR-MBA     | 30  |
| 6   | Pier Paolo Bianchi | MBA                    | 26  |
| 7   | Andrés Sánchez     | Pileri-Ducados-LCR-MBA | 18  |
| 8   | Thierry Feuz       | LCR-MBA                | 11  |
| 9   | Jussi Hautaniemi   | Pennzoil-LCR-MBA       | 7   |
| 10  | Mike Leitner       | MBA                    | 6   |
| 10  | Adi Stadler        | MBA                    | 6   |
| 10  | Corrado Catalano   | MBA                    | 6   |

## 80cc-klasse

### De training
Enkele rijders zetten opvallend snelle tijden in de trainingen. Stefan Dörflinger verbeterde zichzelf in één ronde met 4½ seconde, wat deed vermoeden dat er een fout bij de tijdwaarneming was gemaakt. Logischer was de verbetering van 8 seconden van Àlex Crivillé, die in de training voor de race om het Europees kampioenschap 2"44'32 reed en nu 2"36'16 neerzette. Hij had echter in de EK-race veel circuitkennis opgebouwd. Jorge Martínez pakte de tweede startplaats, voor Ian McConnachie. Hans Spaan kwalificeerde zich slechts als 13e, na veel technische problemen in de trainingen. Dat bleek te wijten te zijn geweest aan een verkeerd brandstofmengsel.

#### Trainingstijden
| Pos | Coureur           | Merk                | Tijd    |
| --- | ----------------- | ------------------- | ------- |
| 1.  | Stefan Dörflinger | LCR-Krauser         | 2"32'83 |
| 2.  | Jorge Martínez    | Nieto-Ducados-Derbi | 2"34'28 |
| 3.  | Ian McConnachie   | LCR-Krauser         | 2"34'67 |
| 4.  | Gerhard Waibel    | LCR-Krauser         | 2"35'60 |
| 5.  | Àlex Crivillé     | Marlboro-Derbi      | 2"36'16 |
| 6.  | Hubert Abold      | Krauser             | 2"37'55 |
| 7.  | Luis Miguel Reyes | Campsa-Autisa       | 2"37'64 |
| 8.  | Manuel Herreros   | Nieto-Ducados-Derbi | 2"37'72 |
| 9.  | Julián Miralles   | Marlboro-Derbi      | 2"37'88 |
| 10. | Jörg Seel         | Seel                | 2"38'17 |

### De race
In de race sloegen Jorge Martínez en Gerhard Waibel al snel een gaatje met de achtervolgende groep die bestond uit Manuel Herreros, Stefan Dörflinger, Ian McConnachie, Alex Barros, Luis Miguel Reyes en Jörg Seel. Martínez was echter sneller dan Waibel en liep alleen weg. Waibel viel en gaf in de pit op. Toen ook McConnachie langzamer werd door een te slappe voorvork, kwam Spaan achter Dörflinger en Herreros als vierde door. Uiteindelijk werd Dörflinger in de laatste ronde ingehaald door Herreros, terwijl Spaan ten val kwam. 

#### Uitslag 80cc-klasse
| Pos | Coureur            | Merk                | Tijd     | Grid | Punten |
| --- | ------------------ | ------------------- | -------- | ---- | ------ |
| 1   | Jorge Martínez     | Nieto-Ducados-Derbi | 31"02'52 | 2    | 15     |
| 2   | Manuel Herreros    | Nieto-Ducados-Derbi | 31"24'93 | 8    | 12     |
| 3   | Stefan Dörflinger  | LCR-Krauser         | 31"25'99 | 1    | 10     |
| 4   | Luis Miguel Reyes  | Campsa-Autisa       | 31"39'72 | 7    | 8      |
| 5   | Julián Miralles    | Marlboro-Derbi      | 31"42'37 | 9    | 6      |
| 6   | Karoly Juhasz      | Krauser             | 31"44'09 | 27   | 5      |
| 7   | Hubert Abold       | Krauser             | 31"48'34 | 6    | 4      |
| 8   | Ian McConnachie    | LCR-Krauser         | 32"10'82 | 3    | 3      |
| 9   | Peter Öttl         | Krauser             | 32"12'96 | 18   | 2      |
| 10  | Günter Schirnhofer | Krauser             | 32"28'24 | 26   | 1      |
| 11  | Reiner Scheidhauer | Seel                | 32"36'16 | 17   |        |
| 12  | Heinz Paschen      | Casal               | 32"36'75 | 23   |        |
| 13  | Stefan Prein       | Casal               | 32"37'15 | 25   |        |
| 14  | René Dünki         | Krauser             | 32"39'30 | 19   |        |
| 15  | Reiner Koster      | Kroko               | 32"39'73 | 22   |        |
| 16  | Bert Smit          | Minarelli           | 32"42'77 | 16   |        |
| 17  | Janez Pintar       | Eberhardt           | 32"43'72 | 30   |        |
| 18  | Wilco Zeelenberg   | Casal               | 32"52'61 | 33   |        |
| 19  | Ralf Waldmann      | ERK                 | 32"55'50 | 14   |        |
| 20  | Jos van Dongen     | Krauser             | 32"55'74 | 35   |        |
| 21  | Rainer Kunz        | Kroko               | 33"11'98 | 12   |        |
| 22  | Alex Barros        | Arbizu-Casal        | 33"15'36 | 11   |        |
| 23  | Theo Timmer        | JVC-HuVo-Casal      | 33"11'98 | 29   |        |
| 24  | Alojz Pavlič       | Seel                | +1 ronde | 31   |        |

#### Niet gefinished
| Coureur           | Merk           | Oorzaak | Grid |
| ----------------- | -------------- | ------- | ---- |
| Richard Bay       | Ziegler        |         | 24   |
| Kees Besseling    | Special        |         | 32   |
| Juan Ramón Bolart | Krauser        |         | 15   |
| Àlex Crivillé     | Marlboro-Derbi |         | 5    |
| Gerhard Waibel    | Krauser        | Opgave  | 4    |
| Josef Fischer     | LCR-Krauser    |         | 20   |
| Raimo Lipponen    | Krauser        |         | 21   |
| Paolo Priori      | Krauser        |         | 28   |
| Hans Spaan        | JVC-HuVo-Casal | Val     | 13   |
| Lionel Robert     | SPR            |         | 36   |
| Jörg Seel         | Seel           | Val     | 10   |
| Mario Stocco      | Faccioli       |         | 34   |

#### Niet gekwalificeerd
| Coureur           | Merk       |
| ----------------- | ---------- |
| Jacques Bernard   | HuVo-Casal |
| Serge Julin       | Casal      |
| Thomas Engl       | GPE        |
| Stuart Edwards    | Casal      |
| Chris Baert       | Seel       |
| Hans Koopman      | Ziegler    |
| Adri Nijenhuis    | Casal      |
| Paul Bordes       | RB         |
| Dennis Batchelor  | Krauser    |
| Otto Machinek     | H&M        |
| Herri Torrontegui | JJ Cobas   |
| Mika-Sakari Komu  | Eberhardt  |

### Top tien tussenstand 80cc-klasse
| Pos | Coureur           | Merk                | Ptn |
| --- | ----------------- | ------------------- | --- |
| 1   | Jorge Martínez    | Nieto-Ducados-Derbi | 87  |
| 2   | Manuel Herreros   | Nieto-Ducados-Derbi | 51  |
| 3   | Gerhard Waibel    | LCR-Krauser         | 44  |
| 4   | Stefan Dörflinger | LCR-Krauser         | 42  |
| 5   | Ian McConnachie   | LCR-Krauser         | 31  |
| 6   | Hubert Abold      | Krauser             | 22  |
| 7   | Luis Miguel Reyes | Campsa-Autisa       | 18  |
| 8   | Julián Miralles   | Marlboro-Derbi      | 16  |
| 9   | Jörg Seel         | Seel                | 15  |
| 10  | Àlex Crivillé     | Marlboro-Derbi      | 12  |

## Zijspanklasse

### De training
In de training was de combinatie Rolf Biland/Kurt Waltisperg bijna een seconde sneller dan Egbert Streuer en Bernard Schnieders, maar hij bleek dat hebben gedaan met erg zachte banden, die het geen race konden volhouden. Streuer gebruikte zijn nieuwe motorblok met membraaninlaten en Mikuni-carburateurs. Teamgenoot Theo van Kempen had inmiddels hetzelfde blok, maar uitgerust met Dell'Orto-carburateurs en hij kwalificeerde zich in zijn thuisrace slechts als zestiende.  

#### Trainingstijden
| Pos | Coureur          | Bakkenist          | Merk                    | Tijd    |
| --- | ---------------- | ------------------ | ----------------------- | ------- |
| 1.  | Rolf Biland      | Kurt Waltisperg    | LCR-Krauser             | 2"18'11 |
| 2.  | Egbert Streuer   | Bernard Schnieders | Lucky Strike-LCR-Yamaha | 2"19'04 |
| 3.  | Steve Webster    | Tony Hewitt        | Fowler-LCR-Krauser      | 2"19'45 |
| 4.  | Markus Egloff    | Urs Egloff         | LCR-Yamaha              | 2"20'03 |
| 5.  | Alain Michel     | Jean-Marc Fresc    | ELF-LCR-Krauser         | 2"20'52 |
| 6.  | Alfred Zurbrügg  | Simon Birchall     | LCR-Yamaha              | 2"21'87 |
| 7.  | Rolf Steinhausen | Bruno Hiller       | Busch-Yamaha            | 2"22'04 |
| 8.  | Masato Kumano    | Markus Fährni      | LCR-Yamaha              | 2"22'91 |
| 9.  | Pascal Larratte  | Jacques Corbier    | LCR-Yamaha              | 2"22'97 |
| 10. | René Progin      | Yvan Hunziker      | Seymaz-Krauser          | 2"22'97 |

### De race
Bij de start op de natte baan waren Egbert Streuer/Bernard Schnieders, Steve Webster/Tony Hewitt en Rolf Steinhausen/Bruno Hiller goed weg, maar de combinatie Alain Michel/Jean-Marc Fresc bleef aanvankelijk gewoon staan en kwam op de twaalfde plaats terecht. Egbert Streuer wilde per se voor het eerst zijn thuis-Grand Prix winnen. Hij liep enorm snel weg van Steve Webster, die het zich ook wel kon veroorloven om tweede te worden, want hij had al twaalf punten voorsprong op Streuer en Alain Michel was nergens te bekennen. Bovendien wist men al dat de Grand Prix-wegrace van België zou vervallen, waardoor er na Assen nog maar vier wedstrijden over waren. Streuer nam aldus een grote voorsprong en finishte 24 seconden eerder dan Webster/Hewitt. Michel/Fresc reden een goede inhaalrace en werden uiteindelijk nog derde, terwijl de sterk gestarte Steinhausen/Hiller ook nog Rolf Biland/Kurt Waltisperg voor moesten laten gaan.  

#### Uitslag zijspanklasse
| Pos | Coureur          | Bakkenist          | Merk                    | Tijd     | Grid | Punten |
| --- | ---------------- | ------------------ | ----------------------- | -------- | ---- | ------ |
| 1   | Egbert Streuer   | Bernard Schnieders | Lucky Strike-LCR-Yamaha | 41"13'86 | 2    | 15     |
| 2   | Steve Webster    | Tony Hewitt        | Fowler-LCR-Krauser      | 41"37'61 | 3    | 12     |
| 3   | Alain Michel     | Jean-Marc Fresc    | ELF-LCR-Krauser         | 41"45'79 | 5    | 10     |
| 4   | Rolf Biland      | Kurt Waltisperg    | LCR-Krauser             | 41"54'32 | 1    | 8      |
| 5   | Rolf Steinhausen | Bruno Hiller       | Busch-Yamaha            | 42"13'41 | 7    | 6      |
| 6   | Alfred Zurbrügg  | Simon Birchall     | LCR-Yamaha              | 42"23'34 | 6    | 5      |
| 7   | Steve Abbott     | Shaun Smith        | Windle-Yamaha           | 42"32'21 | 13   | 4      |
| 8   | Bernd Scherer    | Wolfgang Gess      | BRS-Yamaha              | 42"51'23 | 14   | 3      |
| 9   | Barry Brindley   | Graham Rose        | Windle-Yamaha           | 43"05'65 | 12   | 2      |
| 10  | Theo van Kempen  | Geral de Haas      | Lucky Strike-LCR-Yamaha | 42"21'15 | 16   | 1      |
| 11  | Masato Kumano    | Markus Fährni      | LCR-Yamaha              |          | 8    |        |
| 12  | Wolfgang Stropek | Hans-Peter Demling | LCR-Krauser             |          | 18   |        |
| 13  | Fritz Stölzle    | Hubert Stölzle     | LCR-Yamaha              | +1 ronde | 17   |        |
| 14  | René Progin      | Yvan Hunziker      | Seymaz-Krauser          | +1 ronde | 10   |        |
| 15  | Gary Thomas      | Geoff White        | LCR-Yamaha              | +1 ronde | 20   |        |

#### Niet gefinished
| Coureur            | Bakkenist       | Merk          | Grid | Oorzaak   |
| ------------------ | --------------- | ------------- | ---- | --------- |
| Markus Egloff      | Urs Egloff      | LCR-Yamaha    | 4    | Koppeling |
| Pascal Larratte    | Jacques Corbier | LCR-Yamaha    | 9    |           |
| Derek Jones        | Brian Ayres     | LCR-Yamaha    | 11   |           |
| Yoshisada Kumagaya | Brian Barlow    | Windle-Yamaha | 15   |           |
| Graham Gleeson     | Iain Colquhoun  | LCR-Yamaha    | 19   |           |

### Top tien tussenstand zijspanklasse
| Pos | Coureur         | Bakkenist                                    | Merk                    | Ptn. |
| --- | --------------- | -------------------------------------------- | ----------------------- | ---- |
| 1   | Steve Webster   | Tony Hewitt                                  | LCR-Krauser             | 50   |
| 2   | Alain Michel    | Jean-Marc Fresc                              | ELF-LCR-Krauser         | 42   |
| 3   | Egbert Streuer  | Bernard Schnieders                           | Lucky Strike-LCR-Yamaha | 39   |
| 4   | Rolf Biland     | Kurt Waltisperg                              | LCR-Krauser             | 23   |
| 5   | Alfred Zurbrügg | Martin Zurbrügg Andreas Räcke Simon Birchall | LCR-Yamaha              | 19   |
| 6   | Steve Abbott    | Shaun Smith                                  | Windle-Yamaha           | 16   |
| 7   | Masato Kumano   | Andreas Räcke en Markus Fährni               | LCR-Yamaha              | 10   |
| 7   | Theo van Kempen | Geral de Haas                                | Lucky Strike-LCR-Yamaha | 10   |
| 9   | Derek Bayley    | Brian Nixon                                  | LCR-Yamaha              | 8    |
| 9   | Derek Jones     | Simon Birchall en Brian Ayres                | LCR-Yamaha              | 8    |

## Formule I

### De training
In de training was Anders Andersson, die in de TT van Man een toptienklassering teloor had zien gaan toen zijn Suzuki GSX-R 750 op drie cilinders ging lopen, de snelste. Opvallende tweede was Mark Phillips, een vreemde eend in de bijt met zijn tweetakt-Suzuki RG 500. Henk de Vries werd met zijn grote circuitkennis derde, nog voor de favorieten Virginio Ferrari, Davide Tardozzi en Joey Dunlop.

#### Trainingstijden
| Pos | Coureur          | Merk                | Tijd    |
| --- | ---------------- | ------------------- | ------- |
| 1.  | Anders Andersson | Suzuki              | 2"20'11 |
| 2.  | Mark Phillips    | Suzuki 500          | 2"20'22 |
| 3.  | Henk de Vries    | JVR-Bakker-Yamaha   | 2"20'38 |
| 4.  | Virginio Ferrari | Bimota-Yamaha       | 2"20'48 |
| 5.  | Davide Tardozzi  | Bimota-Yamaha       | 2"20'49 |
| 6.  | Jari Suhonen     | Yamaha              | 2"20'50 |
| 7.  | Joey Dunlop      | Rothmans-HRC-Honda  | 2"20'93 |
| 8.  | Roger Marshall   | Skoal Bandit-Suzuki | 2"21'00 |
| 9.  | Paul Iddon       | Skoal Bandit-Suzuki | 2"21'33 |
| 10. | B. Schmidt       |                     |         |

### De race
Aanvankelijk nam Joey Dunlop de leiding voor Anders Andersson, Mark Phillips, Fred Merkel, Davide Tardozzi, Roger Marshall, Steve Williams en Virginio Ferrari. In de zesde ronde nam Tardozzi de leiding, terwijl Andersson na een stuurfout wegzakte. Virginio Ferrari kwam uiteindelijk op de tweede plaats terecht. Joey Dunlop werd uitgeschakeld door Merkel, die hem in de GT-bocht probeerde in te halen. Phillips reed op de derde plaats, maar zijn tweetakt kon de race niet zonder tankstop voltooien, waardoor hij uiteindelijk slechts zesde werd en de laatste podiumpositie in handen van Roger Marshall moest geven. 

#### Uitslag Formule I
| Pos | Coureur               | Merk                | Tijd     | Grid | Punten |
| --- | --------------------- | ------------------- | -------- | ---- | ------ |
| 1   | Virginio Ferrari      | Bimota-Yamaha       | 59"02'05 | 4    | 15     |
| 2   | Davide Tardozzi       | Bimota-Yamaha       | 59"02'10 | 5    | 12     |
| 3   | Roger Marshall        | Skoal Bandit-Suzuki | 59"28'78 | 8    | 10     |
| 4   | Paul Iddon            | Skoal Bandit-Suzuki | 59"32'04 | 9    | 8      |
| 5   | Peter Rubatto         | Bimota-Yamaha       | 59"34'58 |      | 6      |
| 6   | Mark Phillips         | Suzuki 500          |          | 2    | 5      |
| 7   | Anders Andersson      | Suzuki              |          | 1    | 4      |
| 8   | Ernst Gschwender      | Suzuki              |          |      | 3      |
| 9   | Andreas Hofmann       | Kawasaki            |          |      | 2      |
| 10  | Henk de Vries         | JVR-Bakker-Yamaha   |          | 3    | 1      |
| 11  | Klaus Klein           | Bimota-Yamaha       |          |      |        |
| 12  | Henrik Ottesen        | Yamaha              |          |      |        |
| 13  | Dick Bemelman         | Yamaha              |          | 24   |        |
| 14  | Steve Williams        | Yamaha              |          |      |        |
| 15  | Michael Galinsky      | Yamaha              | +1 ronde |      |        |
| 16  | Jari Suhonen          | Yamaha              | +1 ronde | 6    |        |
| 17  | René Rasmussen        | Suzuki              | +1 ronde |      |        |
| 18  | Bernd Caspers         | Suzuki              | +1 ronde |      |        |
| 19  | Edwin Weibel          | Honda               | +1 ronde |      |        |
| 20  | Eddie Laycock         | Yamaha              | +1 ronde |      |        |
| 21  | Michel Simeon         | Suzuki              | +1 ronde |      |        |
| 22  | Glenn Williams        | Suzuki              | +1 ronde |      |        |
| 23  | Johan van Vaerenbergh | Harris-Kawasaki     | +1 ronde | 34   |        |

#### Niet gefinished
| Coureur        | Merk               | Oorzaak          | Grid |
| -------------- | ------------------ | ---------------- | ---- |
| Joey Dunlop    | Rothmans-HRC-Honda | Val              | 7    |
| Fred Merkel    | HRC-Honda          | Opgeblazen motor |      |
| Peter Smetsers | Yamaha             | Val              | 33   |
| Mile Pajic     | Yamaha             | Val              | 18   |

#### Niet gekwalificeerd
| Coureur             | Merk     |
| ------------------- | -------- |
| Harrie Benthem      | Kawasaki |
| Gerrie van Rooijen  | Onbekend |
| Eddie van Drongelen | Yamaha   |

#### Niet deelgenomen
| Coureur       | Merk                |
| ------------- | ------------------- |
| Phil Mellor   | Virgin-Heron-Suzuki |
| Dave Leach    | Padgett's-Suzuki    |
| Ray Swann     | Harris-Suzuki       |
| Tony Rutter   | Suzuki              |
| Alex George   | Suzuki              |
| Iain Duffus   | Yamaha              |
| Brian Reid    | Suzuki              |
| Steve Henshaw | Suzuki              |

#### Onbekend
(coureurs die wel waren ingeschreven, maar niet in de uitslagenlijsten voorkomen)
| Coureur            | Merk            |
| ------------------ | --------------- |
| Trevor Nation      | Loctite-Yamaha  |
| Geoff Johnson      | Loctite-Yamaha  |
| Andy McGladdery    | Suzuki          |
| Nick Jefferies     | Honda           |
| Patrick Bettendorf | Suzuki          |
| Steve Linsdell     | Flitwick-Yamaha |
| Alfred Waibel      | Honda           |
| Graeme McGregor    | Suzuki          |
| Franz Kaserer      | Suzuki          |
| Patric Orban       | Kawasaki        |
| Eric Bragard       | Honda           |
| Esko Kuparinen     | Kawasaki        |
| Eero Hyvärinen     | Suzuki          |
| Mauro Ricci        | Honda           |
| Stefano Caracchi   | Ducati          |
| Paddy Loser        | Honda           |
| Hans Künzi         | Yamaha          |
| Claudio Biesele    | Yamaha          |
| Johnny Willemsen   | Suzuki          |

#### Top tien tussenstand WK-Formule TT
| Pos | Coureur          | Merk                | Ptn |
| --- | ---------------- | ------------------- | --- |
| 1   | Virginio Ferrari | Bimota-Yamaha       | 30  |
| 2   | Joey Dunlop      | Rothmans-HRC-Honda  | 28  |
| 3   | Peter Rubatto    | Bimota-Yamaha       | 26  |
| 4   | Davide Tardozzi  | Bimota-Yamaha       | 24  |
| 5   | Paul Iddon       | Skoal Bandit-Suzuki | 23  |
| 6   | Roger Marshall   | Skoal Bandit-Suzuki | 18  |
| 7   | Anders Andersson | Suzuki              | 14  |
| 8   | Fred Merkel      | HRC-Honda           | 12  |
| 8   | Phil Mellor      | Virgin-Heron-Suzuki | 12  |
| 10  | Geoff Johnson    | Loctite-Yamaha      | 10  |

## Trivia

### Kevin Magee
De Australiër Kevin Magee debuteerde in Europa. Nadat hij tijdens de Grand Prix van Japan met een fabrieks-Yamaha YZR 500 uit 1986 had mogen rijden, kreeg hij nu een nieuwe, die was opgebouwd uit onderdelen van een machine van Roberts-Lucky Strike-Yamaha, maar die in de Yamaha-fabriekskleuren was gespoten. Magee reed op uitnodiging van Kenny Roberts, maar kon nog niet aan alle GP's deelnemen vanwege verplichtingen in het Australische Superbike-kampioenschap. 

### Patrick Igoa
Onverwacht snel keerde Patrick Igoa terug op het circuit, nadat hij op 7 juni een heup gebroken had tijdens de Grand Prix van Oostenrijk. Hij had er nog wel veel last van bij het omleggen van de motorfiets in bochten, maar finishte desalniettemin als negende. 

### Hans Spaan
Hans Spaan had eigenlijk te veel hooi op zijn vork genomen nu hij voor MBA ook de nieuwe 125cc-eencilinder voor het seizoen 1988 testte. Zijn eigen 80cc-HuVo-Casal had enorme problemen in de trainingen: tot twee keer toe kreeg hij een vastloper door een verbrande zuiger, zijn versnellingsbak ging stuk en een lager van de krukas ging stuk. Op vrijdagavond reed hij naar Castricum om thuis de problemen op te lossen en daar ontdekte hij dat hij een verkeerd brandstofmengsel had gebruikt. Met betere mengsmering liep de machine veel beter en 's nachts op drie uur was hij terug op het circuit. Tussen alle problemen door moest hij ook nog de 125cc-MBA kwalificeren, maar dat lukte niet omdat hij in de laatste tijdtraining het gras in moest omdat Boy van Erp voor hem viel. In de 80cc-kwalificatie bleef het bij de dertiende tijd die hij nog met de verkeerde benzine had gereden, maar in de race viel hij omdat hij op de verkeerde banden reed. Dat was ook al een gevolg van het feit dat hij door alle problemen slechts zestien trainingsronden had gereden.

### EK-rijders
Omdat tijdens de "Speedweek Assen" eerst wedstrijden om het Europees kampioenschap werden gereden, startten een flink aantal EK-rijders ook in de WK-races. Vooral in de lichte klassen deden ze dat goed en sommigen scoorden zelfs punten, zoals Corrado Catalano (7e in de 125cc-klasse), Jean-Claude Selini (9e in de 125cc-klasse), Julián Miralles (5e in de 80cc-klasse), Karoly Juhasz (6e in de 80cc-klasse), Peter Öttl (9e in de 80cc-klasse) en Günter Schirnhofer (10e in de 80cc-klasse). De Brit Mark Phillips startte met dezelfde Suzuki RG 500 zelfs in drie races: In het EK 500 cc werd hij 7e, in de Formule 1-race werd hij werd hij 6e en in de WK 500cc-race viel hij uit. 

### Late prijsuitreiking
Door het uitlopen van het programma was de prijsuitreiking ook verlaat. De zijspanrijders kregen hun prijzen pas rond middernacht uitgereikt. Toni Mang klaagde over het late tijdstip, maar hij kwam er overheen. Om twee uur 's nachts hing hij nog aan de bar. 
1925 · 1926 · 1927 · 1928 · 1929 · 1930 · 1931 · 1932 · 1933 · 1934 · 1935 · 1936 · 1937 · 1938 · 1939 · 1940–1945 · 1946 · 1947 · 1948 · 1949 · 1950 · 1951 · 1952 · 1953 · 1954 · 1955 · 1956 · 1957 · 1958 · 1959 · 1960 · 1961 · 1962 · 1963 · 1964 · 1965 · 1966 · 1967 · 1968 · 1969 · 1970 · 1971 · 1972 · 1973 · 1974 · 1975 · 1976 · 1977 · 1978 · 1979 · 1980 · 1981 · 1982 · 1983 · 1984 · 1985 · 1986 · 1987 · 1988 · 1989 · 1990 · 1991 · 1992 · 1993 · 1994 · 1995 · 1996 · 1997 · 1998 · 1999 · 2000 · 2001 · 2002 · 2003 · 2004 · 2005 · 2006 · 2007 · 2008 · 2009 · 2010 · 2011 · 2012 · 2013 · 2014 · 2015 · 2016 · 2017 · 2018 · 2019 · 2021 · 2022 · 2023 · 2024 · 2025